# العلاقات الأوغندية الباهاماسية
العلاقات الأوغندية الباهاماسية هي العلاقات الثنائية التي تجمع بين أوغندا وباهاماس.

## مقارنة بين البلدين
هذه مقارنة عامة ومرجعية للدولتين:
| وجه المقارنة                                              | أوغندا                        | باهاماس      |
| --------------------------------------------------------- | ----------------------------- | ------------ |
| المساحة (كم2)                                             | 241.04 ألف                    | 13.88 ألف    |
| عدد السكان (نسمة)                                         | 42.86 مليون                   | 395.36 ألف   |
| الكثافة السكانية (ن./كم²)                                 | 177.81                        | 28.48        |
| العاصمة                                                   | كامبالا                       | ناساو        |
| اللغة الرسمية                                             | لغة إنجليزية، اللغة السواحلية | لغة إنجليزية |
| العملة                                                    | شيلينغ أوغندي                 | دولار بهامي  |
| الناتج المحلي الإجمالي (بليون دولار)                      | 25.89 مليار                   | 12.16 مليار  |
| الناتج المحلي الإجمالي (تعادل القوة الشرائية) بليون دولار | 72.25 مليار                   | 8.92 مليار   |
| الناتج المحلي الإجمالي الاسمي للفرد دولار أمريكي          | 705                           | 22.82 ألف    |
| الناتج المحلي الإجمالي للفرد دولار أمريكي                 | 1.77 ألف                      |              |
| مؤشر التنمية البشرية                                      | 0.483                         | 0.790        |
| رمز المكالمات الدولي                                      | +256                          | +1242        |
| رمز الإنترنت                                              | .ug                           | .bs          |
| المنطقة الزمنية                                           | ت ع م+03:00                   | 00           |

## منظمات دولية مشتركة
يشترك البلدان في عضوية مجموعة من المنظمات الدولية، منها:
| علم المنظمة | اسم المنظمة                                 | تاريخ انضمام أوغندا | تاريخ انضمام باهاماس |
| ----------- | ------------------------------------------- | ------------------- | -------------------- |
|             | مؤسسة التنمية الدولية                       | 27 سبتمبر 1963      | 23 يونيو 2008        |
|             | يونسكو                                      | 9 نوفمبر 1962       | 23 أبريل 1981        |
|             | وكالة ضمان الاستثمار متعدد الأطراف          | 10 يونيو 1992       | 4 أكتوبر 1994        |
|             | الأمم المتحدة                               | 25 أكتوبر 1962      | 18 سبتمبر 1973       |
|             | مجموعة دول أفريقيا والكاريبي والمحيط الهادئ | ?                   | ?                    |
|             | دول الكومنولث                               | ?                   | ?                    |
|             | الفريق المعني برصد الأرض                    | ?                   | ?                    |
|             | الاتحاد البريدي العالمي                     | ?                   | ?                    |
|             | البنك الدولي للإنشاء والتعمير               | 27 سبتمبر 1963      | 21 أغسطس 1973        |
|             | الاتحاد الدولي للاتصالات                    | 8 مارس 1963         | 19 أغسطس 1974        |
|             | منظمة حظر الأسلحة الكيميائية                | ?                   | ?                    |
|             | مؤسسة التمويل الدولية                       | 27 سبتمبر 1963      | 8 ديسمبر 1986        |
|             | المركز الدولي لتسوية المنازعات الاستشارية   | 14 أكتوبر 1966      | 18 نوفمبر 1995       |
|             | منظمة الشرطة الجنائية الدولية               | ?                   | ?                    |

## وصلات خارجية
- موقع وزارة الخارجية الأوغندية